# Cryptus evidens
Cryptus evidens là một loài tò vò trong họ Ichneumonidae.